# Piculín Ortiz
José Rafael Ortiz Rijos, detto Piculín (Aibonito, 25 ottobre 1963), è un ex cestista portoricano, professionista in America Latina, nella NBA, in Spagna e in Grecia.

## Carriera

### Club
Ortiz ha iniziato a giocare a livello senior nel 1980, all'età di circa diciassette anni, quando ha debuttato con la canotta degli Atléticos de San Germán. Nel 1985 ha guidato il club al titolo nazionale con una media di oltre 25 punti e 14 rimbalzi a partita. Ha poi condotto la squadra ad un secondo titolo nel 1991, con 19 punti e 15,8 rimbalzi. Agli Atléticos è rimasto inizialmente fino al 1991.
Nel frattempo, complice il fatto che il campionato portoricano viene disputato prevalentemente in estate, Ortiz ha avuto le prime esperienze all'estero. Tra il 1985 e il 1987 ha frequentato la Oregon State University, dove, al suo secondo anno, è stato eletto giocatore dell'anno della Pac-10 Conference davanti a nomi come Reggie Miller, portando al tempo stesso l'ateneo al NIT grazie ai suoi 22,3 punti e 8,7 rimbalzi di media. Dopo essere stato selezionato dagli Utah Jazz al primo giro del Draft NBA 1987 con la 15ª scelta assoluta, nella stagione 1987-1988 ha fatto parte del Saragozza, in Spagna. Successivamente ha disputato le uniche sue due annate in NBA, entrambe tra le file degli Utah Jazz, con cui ha realizzato 2,8 punti di media nel 1988-1989 e 3,2 in parte della stagione 1989-1990, terminata però in Spagna al Real Madrid a partire dal mese di febbraio per sostituire Dennis Nutt. Ortiz ha poi continuato a calcare i parquet del campionato spagnolo per altri quattro anni, trascorsi rispettivamente al Barcellona (14,5 punti e 7,6 rimbalzi nel 1990-1991 e 13,0 rimbalzi 7,9 rimbalzi l'anno seguente), al Bàsquet Club Andorra (15,6 punti e 8,9 rimbalzi nel 1992-1993) e una al Málaga (13,2 punti e 5,6 rimbalzi nel 1993-1994).
Nel 1994 torna ad indossare i colori degli Atléticos de San Germán nella lega portoricana. Nel gennaio 1995 si unisce ai greci del Larissa al posto di Brent Scott, poi in estate fa ritorno agli Atléticos de San Germán. Nel 1995-1996 è stato nuovamente di scena in Grecia ma questa volta all'Iraklio Creta, quindi nell'estate 1996 ha avuto l'ultima parentesi con gli Atléticos de San Germán. Ortiz ha continuato ad alternare il campionato greco al centro e sud America anche negli anni successivi, passando tra Aris Salonicco (con cui ha vinto la Coppa Korać 1996-1997), Guaiqueríes in Venezuela dove ha vinto il titolo ed è stato nominato MVP delle finali, poi ancora Aris Salonicco, ancora Guaiqueríes e Cangrejeros de Santurce. Nel 1998 ha accettato l'offerta milionaria del PAOK Salonicco, ma una presunta positività agli steroidi ha fatto sì che il club ellenico sciogliesse il contratto. Ortiz ha successivamente presentato ricorso, vincendolo, rifiutandosi però di tornare in Europa.
Dal 1999 in poi, quindi, ha giocato solo in Porto Rico, contribuendo a far vincere ai Cangrejeros de Santurce quattro titoli consecutivi, dal 1998 al 2001. Nel 2002 è stato nominato MVP della lega nonostante la squadra non avesse raggiunto le finali. Ortiz e i Cangrejeros hanno vinto un altro titolo nazionale nel 2003, rendendo Ortiz il terzo giocatore di sempre a vincere otto titoli nella lega. Nel 2006 si è unito ai Capitanes de Arecibo, tuttavia si è ritirato dopo una sola stagione con la squadra. Ortiz ha così concluso la sua carriera nella lega portoricana con 8 915 punti, 5 314 rimbalzi (sesto nella classifica di tutti i tempi del torneo) e 1 134 assist in 505 partite di stagione regolare giocate.

### Nazionale
Con la nazionale portoricana ha disputato quattro edizioni dei Giochi olimpici (Seul 1988, Barcellona 1992, Atlanta 1996, Atene 2004), quattro dei Campionati mondiali (1990, 1994, 1998, 2002) e nove dei Campionati americani (1984, 1988, 1992, 1993, 1995, 1997, 1999, 2001, 2003).

## Palmarès
- Campionato portoricano: 8

Atléticos de San Germán: 1985, 1991, 1994
Cangrejeros de Santurce: 1998, 1999, 2000, 2001, 2003
- Copa del Rey: 1

Barcellona: 1991
- Campionato venezuelano: 1

Guaiqueríes: 1997
- Coppa Korać: 1

Aris Salonicco: 1996-97